# Maquete

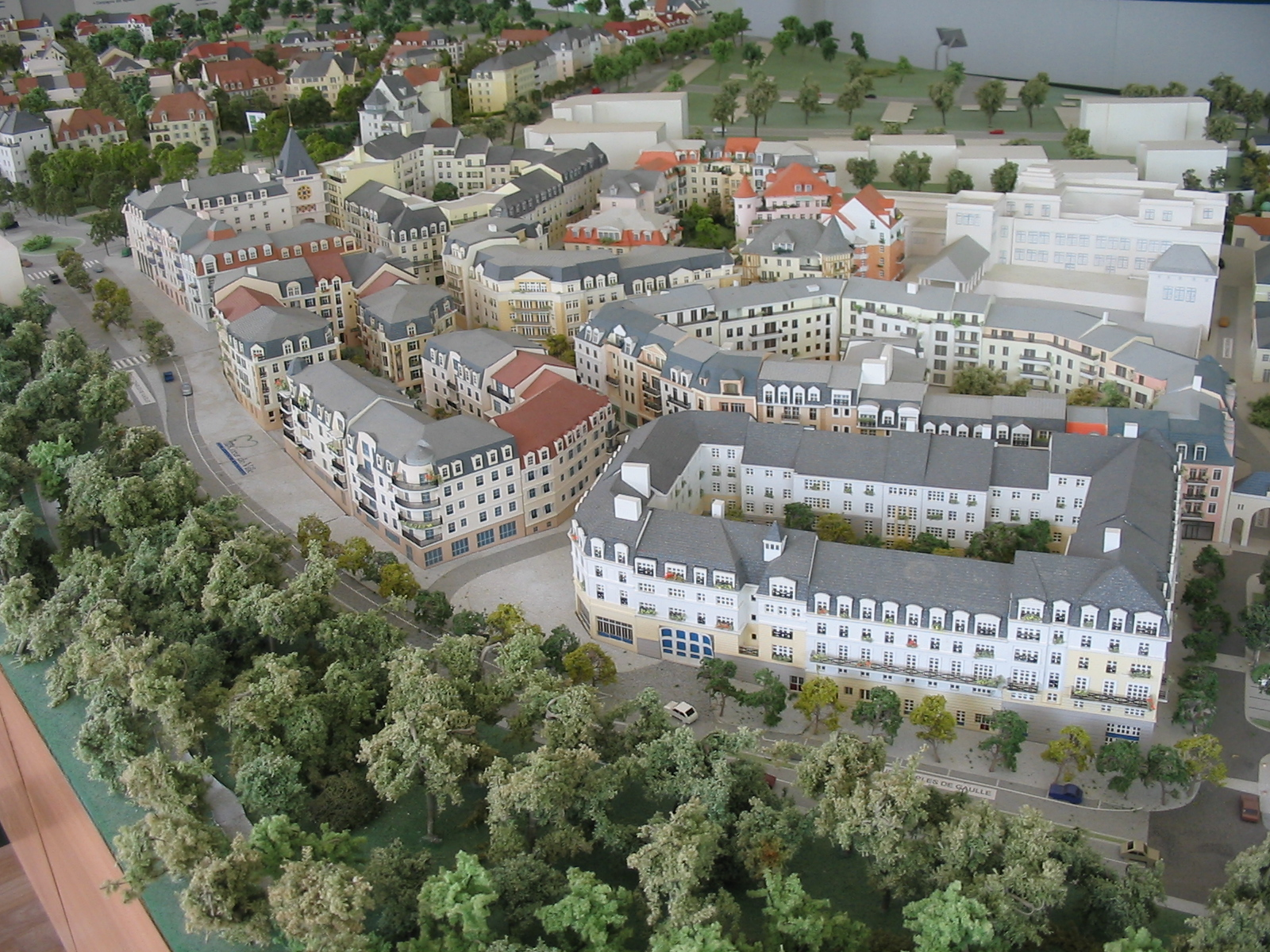
Maquete da comuna francesa Le Plessis-Robinson.

Maquete, maqueta ou modelo é uma representação (completa ) em escala reduzida de um cenário, ambiente, sistema ou estrutura de engenharia ou arquitetura, ou ainda, o esboço.
Uma maquete, pode ser estática, se visa analisar o aspecto físico do que está sendo modelado, ou dinâmica, se visa analisar o comportamento funcional do que está sendo modelado.

## Etimologia
"Maquete" e "maqueta" se originaram do termo francês maquette, que por sua vez provém do italiano macchietta (diminutivo de macchia, «mancha».

## Histórico

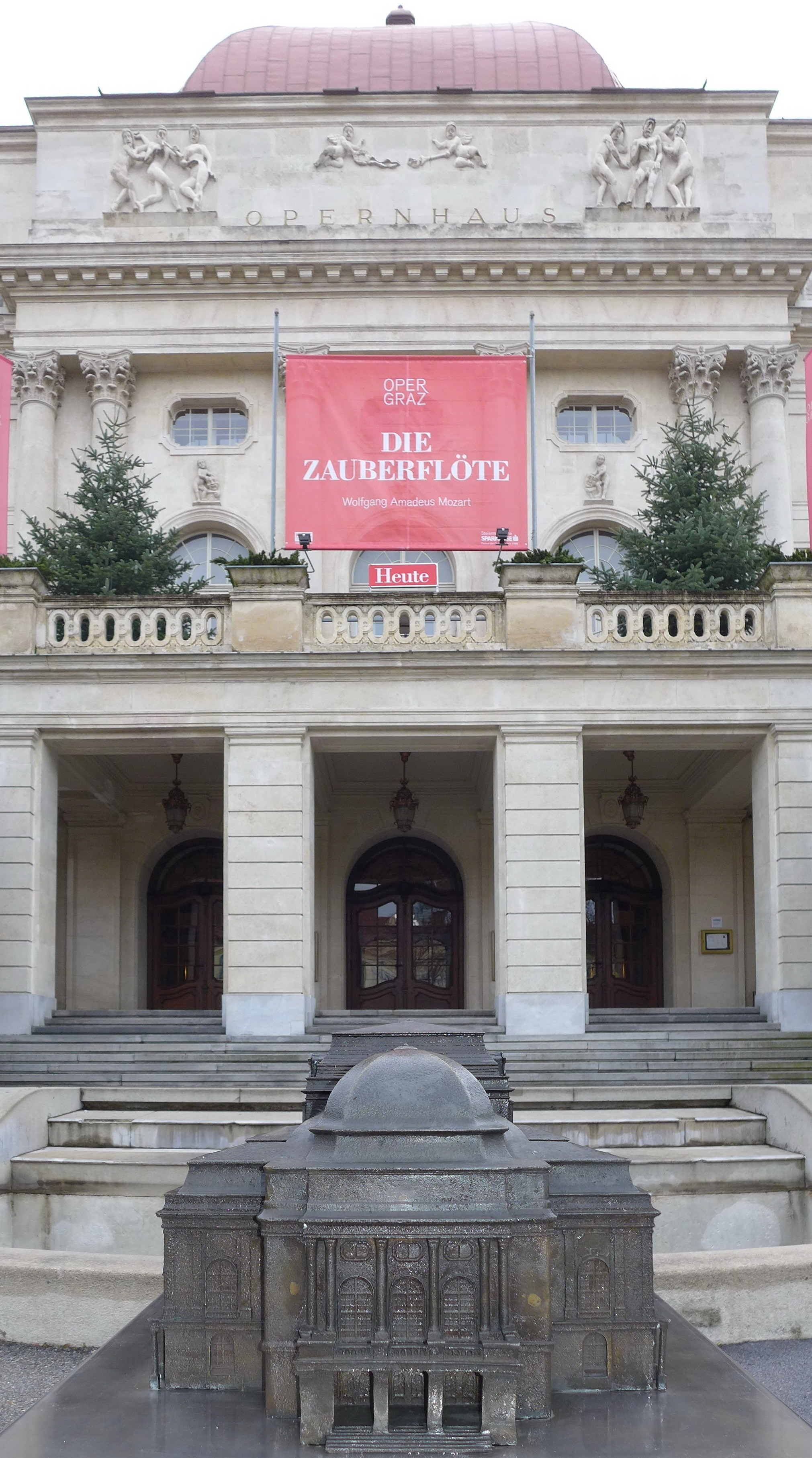
Maquete da Opernhaus Graz em frente à própria.

As maquetes estão presentes na história da humanidade desde a antiguidade, geralmente ligadas instalações militares defensivas, como os castelos medievais e a muralha da China. As maquetes tem sido um método importante de limitação dos gastos e dos recursos antes que um projeto fosse aprovado para construção em larga escala. Os maquetistas têm tido, portanto, um impacto considerável na história cuja dimensão nós conhecemos apenas vagamente.
O filme King Kong de 1933, demonstra o uso do modelismo quanto à estrutura esquelética do modelo que representou o gorila, como também as inúmeras maquetes representando a selva habitada pelo personagem principal, evitando custo de transporte e perigos inerentes se um ambiente real fosse utilizado.
Essa técnica só tem evoluído ao longo do tempo, e hoje em dia, os personagens mais populares fazem viagens espaciais a "planetas distantes" em "naves" espaciais sofisticadas, tudo baseado em modelismo e maquetes.

## Características

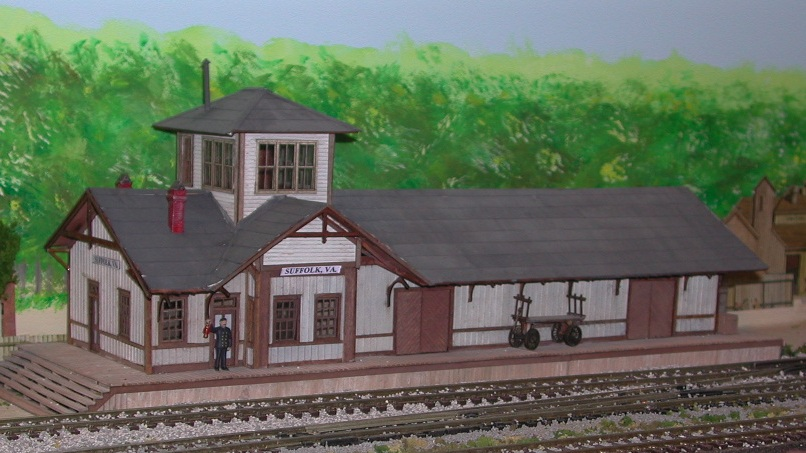
Maquete de estação ferroviária em escala HO.

Sendo as maquetes fundamentalmente "representações realistas", uma de suas principais características é a similitude, que permite a sua aproximação com o comportamento do objeto real nos quesitos: geométrico, cinemático e dinâmico.
Por exemplo, na dinâmica dos fluidos, o coeficiente de Reynolds, assim como todas as demais dimensões importantes, precisam ser iguais entre o modelo a ser testado e o protótipo a ser fabricado para que o teste seja considerado válido.
As maquetes, podem também ser representações virtuais, como nos desenhos assistidos por computador (vulgo CAD, Computer Assisted Design), quando, então, recebem a denominação específica de maquete eletrônica.
As maquetes são, geralmente, utilizadas em projetos de planejamento urbano mostrando o visual de novas construções no contexto da área existente.
As maquetes podem ser feitas com uma grande diversidade de materiais, incluindo plásticos, metais, madeira e um material próprio chamado cartão de maquete. Em diversos lugares, há museus com exposições de maquetes.

## Escalas

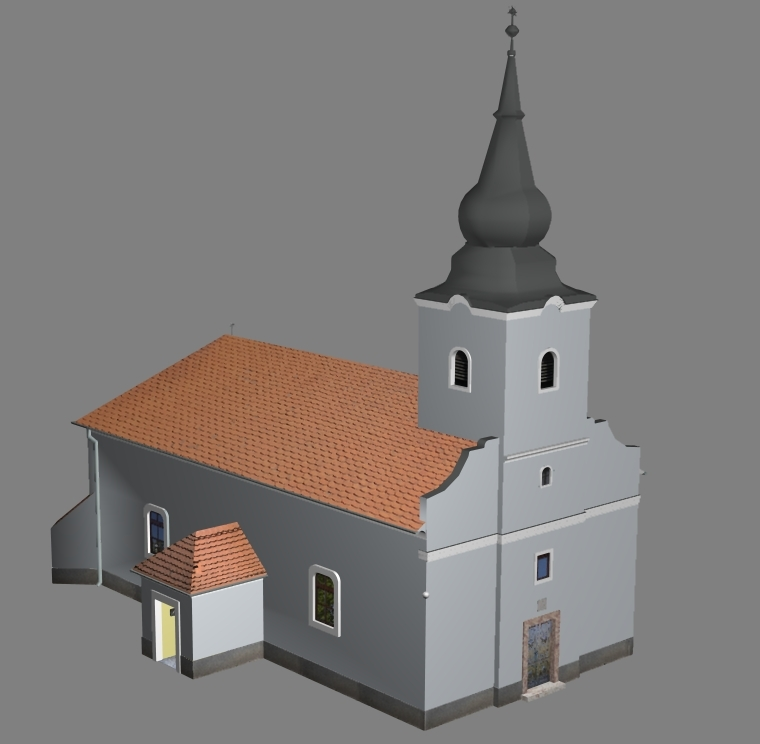
Maquete de uma igreja em 3D feita em CAD.

Existem várias escalas de miniaturas. A escala é dada pela relação entre o objeto real e o objeto em miniatura. A escala 1/18 significa que a miniatura é 18 vezes menor do que o objeto real. É uma escala muito utilizada em réplicas de veículos (carros, motos e militaria).
Mais uma vez, essa relação (escala) deve ser aplicada a todas as quantidades de interesse do protótipo observando os requisitos de similitude do modelo, permitindo testes significativos. Um método para determinar a razão de escala ideal para cada situação é a análise dimensional.